# Asesinato de Jorge Esteban Cáceres Monié y de su esposa
El asesinato del general Jorge Esteban Cáceres Monié y de su esposa fue realizado el 3 de diciembre de 1975, siendo aproximadamente las 19:00 horas en el camino de Villa Urquiza a la ciudad de Paraná (provincia de Entre Ríos), cuando estaban en su camioneta atravesando en balsa el arroyo Las Conchas.
El 10 de diciembre, la organización Montoneros publicó ―bajo el título de «Crónica de la Resistencia», en su revista Evita Montonera― un comunicado reivindicando la ejecución del hecho.

## Los muertos
El general de división Jorge Esteban Cáceres Monié además de sus cargos en el Ejército Argentino fue jefe de la Policía Federal Argentina entre 1970 y 1971 y en marzo de 1971 intervino en el episodio que finalizó con la destitución del presidente Roberto Marcelo Levingston. Su último destino en el arma fue como comandante del II Cuerpo de Ejército y en septiembre de 1972 pasó a retiro voluntario. Estaba casado con Beatriz Isabel Sasiain, con quien tenía un hijo, y vivía con su esposa en un chalet de Villa Urquiza, a 20 kilómetros al norte de Paraná. Su hermano José Rafael Cáceres Monié ejerció cargos públicos durante las presidencias de Frondizi, Onganía, Levingston y Lanusse.

## El hecho
El grupo guerrillero que realizó el ataque, al que denominaron Operativo Cacerola, pensó inicialmente matar a Cáceres Monié en su quinta, pero luego modificaron el plan. El 3 de diciembre de 1975 Cáceres Monié conducía su camioneta, trasladándose junto con su esposa desde Villa Urquiza hacia la ciudad de Paraná, para lo cual debía atravesar el arroyo Las Conchas. Cuando ambos estaban sentados en la cabina del vehículo ya ubicado sobre la balsa en la que se cruzaba el arroyo y esta había comenzado a moverse, llegó un Ford Falcon que lo embistió, dejándolo parcialmente fuera de la balsa. Del Falcon bajaron cinco personas armadas que los atacaron con armas de fuego, causándoles graves heridas, en tanto el balsero Américo Benavídez se arrojó al arroyo.
A continuación el militar fue sacado de la camioneta y rematado por un hombre y una mujer con un revólver 38.
Los guerrilleros se desplazaron hasta la orilla opuesta, dejaron al militar en la balsa y continuaron en un auto y en la camioneta llevando a su esposa gravemente herida con dos disparos para arrojarla en una profunda zanja a unos 15 kilómetros del lugar, donde por casualidad fue encontrada muerta, posiblemente desangrada, por un lugareño que se desplazaba por allí.

## Repercusiones del hecho
El 4 de diciembre de 1975, el diario Clarín (Buenos Aires) publicó la noticia en primera plana.
El 5 de diciembre, el mismo diario se refirió a un comunicado conjunto del Comando Superior y el Consejo Nacional del Partido Justicialista ―firmado, entre otros, por la presidenta María Estela Martínez de Perón―, en el cual rendían un homenaje al Ejército y sus muertos, y condenaban el hecho. Entre otros conceptos el comunicado decía que: «... el cobarde asesinato constituye un nuevo acto de salvajismo perpetrado por fuerzas apátridas e integradas por cobardes mercenarios que atentan contra la patria y su pueblo...» y finalmente rendía un homenaje al Ejército y sus muertos.
El 6 de diciembre, el diario La Prensa, que también había consignado el hecho en primera plana, hizo mención de una declaración conjunta de los partidos Unión Cívica Radical, Revolucionario Cristiano, Popular Cristiano, Línea Popular, Comunista, Socialista Popular, Intransigente y Socialista Democrático, en la que manifestaban su más enérgica protesta a esas acciones y en especial su condenación al hecho incalificable de la muerte del general Cáceres Monié y su esposa.
El 12 de diciembre el Senado rindió homenaje a los fallecidos en una sesión en la que hablaron legisladores de varios partidos políticos y posteriormente se puso su nombre a una escuela de San Pedro de Jujuy

## Una versión sobre el hecho
El excomisario Miguel Etchecolatz publicó en un libro lo que afirma es una copia textual de un documento de Montoneros relativo a la operación. En el mismo se dice que la organización supo que Cáceres Monié solía concurrir a diario a un bar de la localidad de Villa Urquiza o visitaba a familias amigas residentes allí, por lo que se comenzaron a discutir tres alternativas para matarlo:
- atacar su domicilio con aproximadamente 20 militantes,
- copar la localidad de Villa Urquiza o
- atacarlo aprovechando su visita a la ciudad.

Se eligió esta última vía porque requería menos personal. Actuarían los militantes identificados como Tucho (jefe del grupo), Paco, Julia, Rogelio y Virgilio, armados con una pistola Browing 14 cartuchos y otra calibre 9 mm que se trasladarían a Villa Urquiza en un automóvil Ford Falcon. Tucho y Julia pasearían por el pueblo y cuando llegara el militar regresarían hasta el embarcadero donde Paco y Virgilio simularían estar pescando, mientras custodiaban el automóvil y las armas. A continuación buscarían a Cáceres Monié y luego de matarlo cortarían los cables del único teléfono instalado en el pueblo. Por su parte Rogelio estaría en el muelle del lado del Paraná, con un automóvil en previsión de que el Ford tuviera algún inconveniente.
El día del hecho con la balsa hacia Villa Urquiza cerca de las 19.00 horas y cuando se aproximaban a la otra orilla (el arroyo tiene cerca de setenta metros de ancho) observaron que se aproximaba al embarcadero desde aquella localidad la camioneta del militar. Entonces cambiaron los planes, realizaron el ataque en ese mismo lugar y maniobraron la balsa retornando hacia Paraná. Para inmovilizar la balsa arrojaron el Ford al agua y tomaron la camioneta de Cáceres sin advertir que allí se encontraba la esposa, todavía con vida, aunque falleció minutos después. Dejaron el cuerpo en el camino y siguieron camino hacia Paraná.

## La investigación judicial
Las fuerzas de seguridad dispusieron bloqueos de rutas y patrullajes y posteriormente practicaron varias detenciones. Todos los jueces que podían entender en la causa se excusaron por lo cual se recurrió a un abogado designado al efecto, Julio Federik, quien años después recordaría «Me tocó producir la prueba de la defensa en la causa Cáceres Monié. Fueron los ocho meses más terribles de mi vida».
Años después los familiares de los asesinados pidieron que el crimen fuera declarado de lesa humanidad y se continuara su investigación, pero el pedido fue denegado.

## Algunos implicados

### Mabel Fontana
Mabel Fontana nació el 21 de septiembre de 1945 en Racedo. Trabajó como maestra de grado y en 1972 se graduó de licenciada en Ciencias de la Educación en la Universidad Nacional del Litoral, en Paraná. Militaba en la Asociación Gremial del Magisterio de Entre Ríos y en 1975 ingresó a Montoneros. Luego del asesinato de Cáceres Monié pasó a la clandestinidad, conociendo al abogado montonero Pedro La Blunda con quien se casó. Fueron secuestrados el 20 de abril de 1977 en San Fernando y permanecen desaparecidos. En ese momento tenían un hijo, Andrés La Blunda Fontana de 3 meses, al que los secuestradores dejaron con una familia vecina que de buena fe lo crio con otro nombre. A los 22 años supo de su origen y se convirtió en el nieto recuperado n.º  18 retomando contacto con la familia biológica y recuperando su nombre.

### Tulio Valenzuela
Otro integrante de Montoneros que habría participado del operativo fue Edgar Tulio Tucho Valenzuela, jefe político y militar de la Columna Rosario de Montoneros, con grado de mayor. Tras el golpe militar de 1976 se exilió hasta que regresó al país en diciembre de 1977. Detenido por el Ejército junto a su compañera y el hijo, aceptó viajar a México para atentar contra Firmenich en enero de 1978, dejándolos como rehenes, pero una vez allá denuncia públicamente el hecho. Más adelante, y luego de ser degradado por Montoneros por los cargos de traición, delación e instigación volvió a Argentina en el marco de la Primera Contraofensiva y, al verse cercado por fuerzas de seguridad se suicidó con una pastilla de cianuro. Su compañera Raquel Ángela Carolina Negro dio a luz a mellizos, una mujer y un varón, en el Hospital Militar de Paraná en 1978, su hija fue dejada en un convento y fue la nieta recuperada n.º 96, aun se continua buscando al mellizo varón. Raquel sigue desaparecida.

### Myriam Ovando
Otra de las acusadas por el hecho fue Myriam Ovando, que fue secuestrada el 1 de abril de 1977 en la localidad de Virreyes, en la zona norte del Gran Buenos Aires, con un embarazo de seis meses. Estudiaba Psicología en Rosario pero vivió en Paraná en los últimos meses de 1975, junto con Mabel Fontana y María del Rosario Badano. Militaba en Montoneros al igual que su compañero Raúl De Sanctis (nacido el 29 de julio de 1954 en Concepción del Uruguay), que fue detenido en mayo de 1977 y está desaparecido. La hija de ambos, Laura Catalina De Sanctis, nacida en julio de 1977, recuperó su identidad años más tarde. Ovando y Fontana fueron acusadas por el asesinato del general Cáceres Monié y permanecen desaparecidas. María del Rosario Badano (a quien algunas fuentes dan erróneamente como desaparecida) fue detenida y sometida a juicio por la misma acusación, recobrando la libertad el 17 de octubre de 1983.

### María Cristina Lucca
María Cristina Lucca, que ejerció como profesora de Geografía, fue detenida el 11 de noviembre de 1976 mientras trabajaba en una empresa de Cipolletti (Río Negro), y fue sometida a torturas. El 3 de diciembre de 1976 fue llevada hasta una cárcel de mujeres de Paraná y poco después compareció ante un Consejo de Guerra, que la condenó a 18 años y medio por la muerte de Cáceres Monié. La sentencia fue apelada y la Corte Suprema de la Nación declaró el sobreseimiento, con el que obtuvo su libertad el 13 de junio de 1983.